# Пеньки (Кишертский район)
Пеньки — деревня в Кишертском районе Пермского края России. Входит в состав Посадского сельского поселения Кишертского муниципального округа.

## География
Деревня находится в юго-восточной части края, на реке Сылва. Расстояние до районного центра села Усть-Кишерть 7 км, до краевого центра города Пермь — 89 км.

## История
Название дано по фамилии первопоселенцев. Деревня основана в конце 17 века. В 1700-1800 годах д. Холкина разрослась, как и многие деревни этой местности, образовались д. Большая Холкина и д. Маленькая Холкина. В конце 1800 годов д. Большая Холкина стала вновь д. Холкина, а Маленькая Холкина переименовалась в Пеньки. В начале 1900 годов деревни вновь переименованы, стали называться Верхние Пеньки и Нижние Пеньки, и вместе с деревнями Разсохи, Климкова, Анисимова и выселком Назимки входили в Холкинское общество. В 1900 годах деревня Верхние Пеньки стала называться Пеньки, а Нижние Пеньки исчезли.

## Население
| 2000 | 2004 | 2008 | 2010 | 2011 | 2012 |
| ---- | ---- | ---- | ---- | ---- | ---- |
| 0    | →0   | ↗1   | →1   | →1   | ↗2   |